# Schloßplatz w Berlinie
Schloßplatz (pol. Plac Zamkowy; w latach 1951–1994 Marx-Engels-Platz) – duży plac położony w centrum Berlina, w dzielnicy Mitte, na Wyspie Muzeów. Przed II wojną światową nazwa Schloßplatz dotyczyła mającego kształt wąskiego prostokąta placu, położonego po południowej stronie Zamku berlińskiego. Po wojnie, w 1950 roku zamek został rozebrany i obszar, w skład którego wszedł zarówno przedwojenny Plac Zamkowy, jak i miejsce po zburzonym zamku nazwano Marx-Engels-Platz („Plac Marksa i Engelsa”). Po zjednoczeniu Niemiec zmieniono nazwę tego obszaru na Schloßplatz. W 2020 roku zakończyła się rekonstrukcja Zamku berlińskiego.

## Historia
Przed 1866 rokiem na obszarze późniejszego Schloßplatz znajdował się koniec Stechbahn – obiektu do turniejów rycerskich, utworzonego w XVI wieku przez elektora Joachima II. O odbywających się tu niegdyś turniejach przypominało przez lata otwarcie terenu przy południowym skrzydle zamku na ulicę An der Stechbahn, które zniknęło przez wybudowanie budynku w 1866 roku. W ten sposób utworzony został Plac Zamkowy (Schlossplatz). W latach 1888–1891 na jego środku wzniesiono zaprojektowaną przez Reinholda Begasa Fontannę Neptuna (Neptunbrunnen), z kolei w latach 1897–1901 wybudowano po południowej stronie placu budynek Neuer Marstall.
W 1950 roku zniszczony podczas II wojny światowej Zamek berliński został wyburzony na mocy decyzji kierownictwa rządzącej NRD partii SED. Rok później powstały po rozbiórce zamku teren wraz z historycznym Placem Zamkowym, a także obszarem Lustgarten wszedł w skład rozległego placu nazwanego Marx-Engels-Platz. Po wschodniej stronie placu, wzdłuż brzegu Sprewy wzniesiono dużą trybunę przeznaczoną dla przedstawicieli władz NRD. Była ona wykorzystywana podczas ważnych uroczystości państwowych – na samym placu odbywały się przy tym pochody i defilady wojskowe. W latach 1962–1964 przy placu, obok budynku Neuer Marstall wzniesiono budynek Rady Państwa NRD, z kolei w 1969 roku przeniesiono Fontannę Neptuna z dotychczasowego miejsca na teren położony pomiędzy Kościołem Mariackim i Czerwonym Ratuszem. W latach 1973–1976 wybudowano na miejscu trybuny będący siedzibą wschodnioniemieckiego parlamentu Pałac Republiki, a na pozostałym niezabudowanym obszarze Marx-Engels-Platz utworzono parking.
Po zjednoczeniu kraju, w 1994 roku zmieniono nazwę placu Marx-Engels-Platz na Schloßplatz. W 2002 roku Bundestag podjął decyzję o odbudowie Zamku berlińskiego. W latach 2006–2008 dokonano rozbiórki Pałacu Republiki, po czym przystąpiono do trwających kilka lat prac archeologicznych przy zachowanych fundamentach i piwnicach Zamku berlińskiego. Po ich zakończeniu na terenie placu urządzono trawnik, a także położono drewniane podesty dla ruchu pieszego. 12 czerwca 2013 roku na obszarze placu odbyła się uroczystość wmurowania kamienia węgielnego inaugurująca odbudowę Zamku berlińskiego.

## Galeria

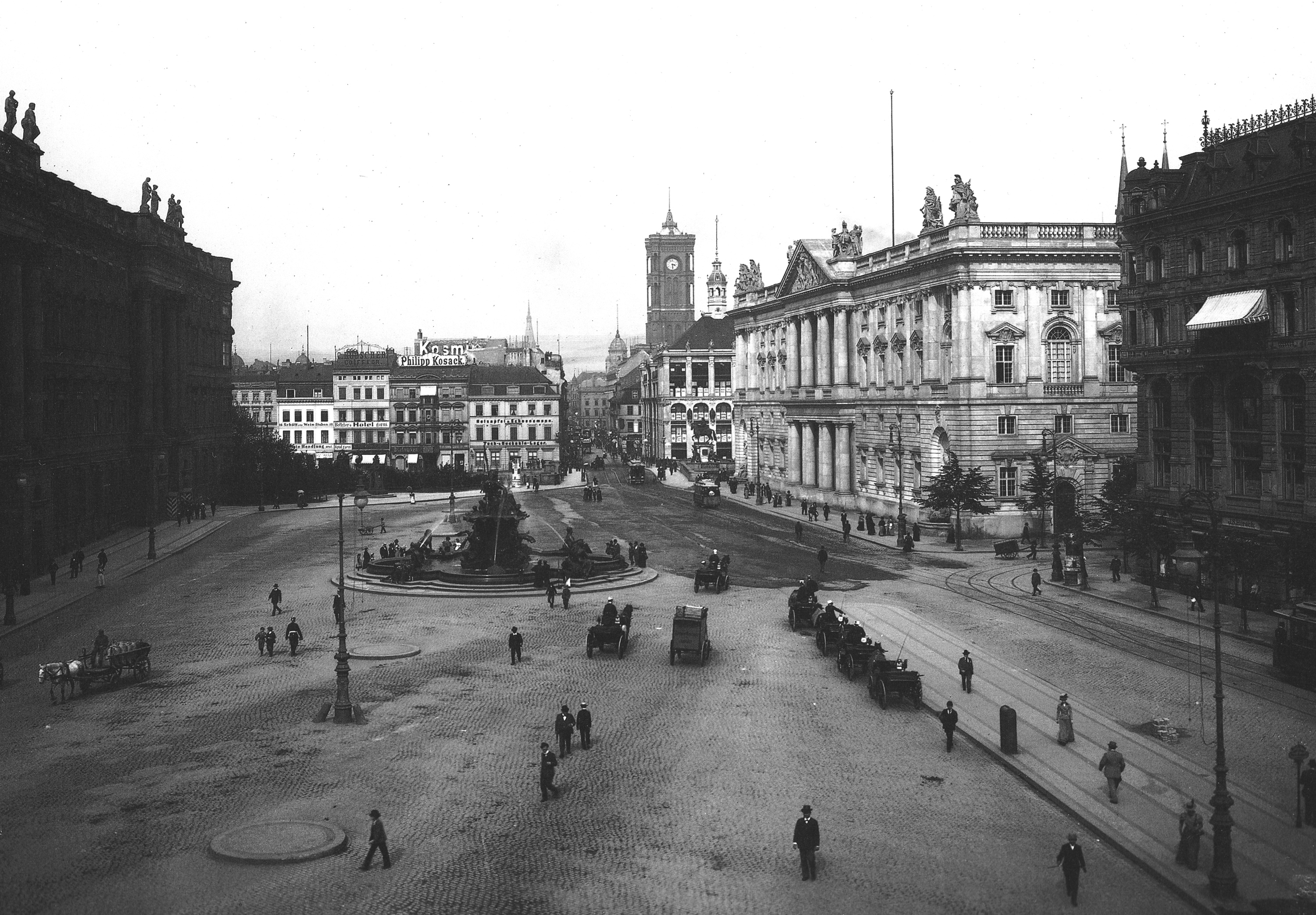
Schloßplatz z Fontanną Neptuna i budynkiem Neuer Marstall (po prawej) w 1900 roku
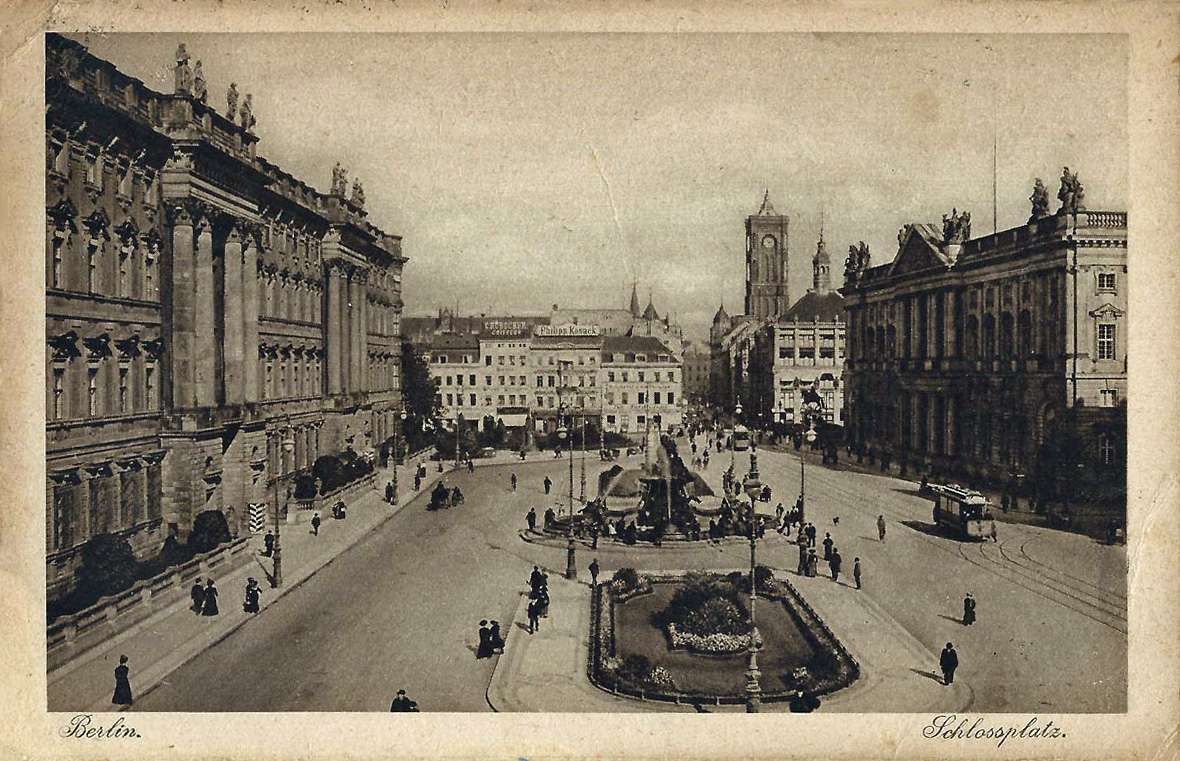
Schloßplatz na pocztówce z 1922 roku
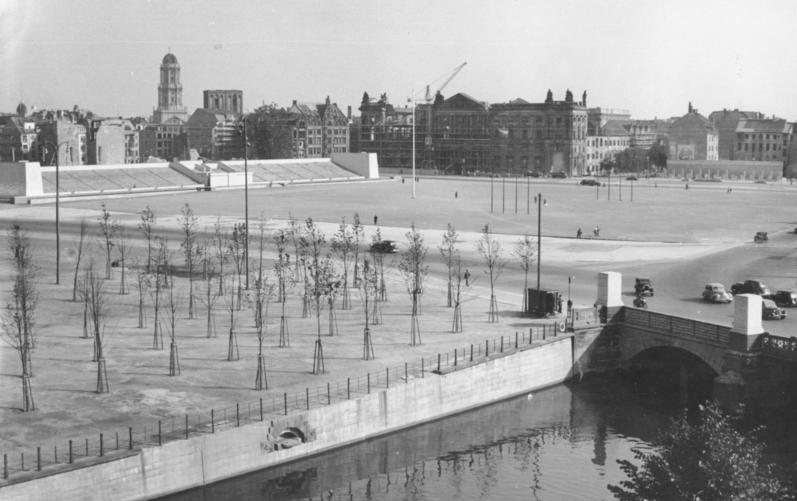
Schloßplatz (Marx-Engels-Platz) po zburzeniu zamku w latach 50. XX wieku; po lewej widoczna trybuna
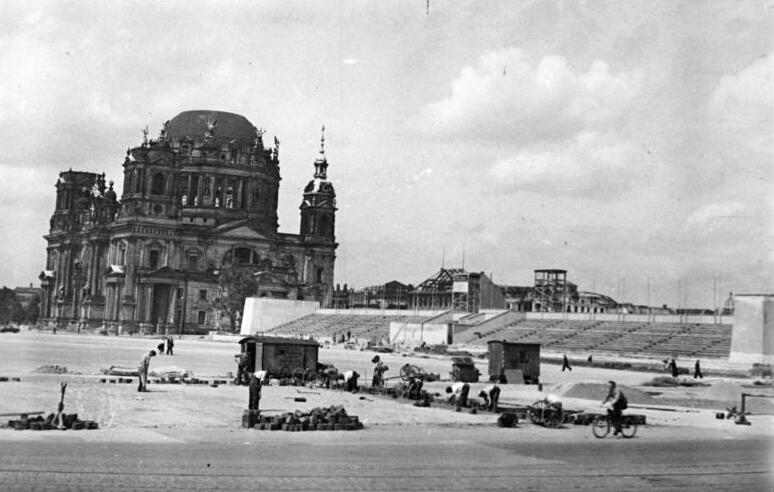
Marx-Engels-Platz w latach 50. XX wieku; na dalszym planie widoczna zrujnowana Katedra berlińska
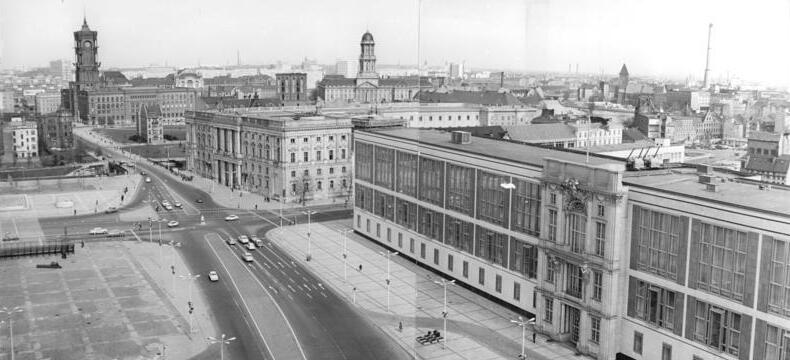
Marx-Engels-Platz w latach 60. XX wieku; po prawej widoczny gmach Rady Państwa NRD
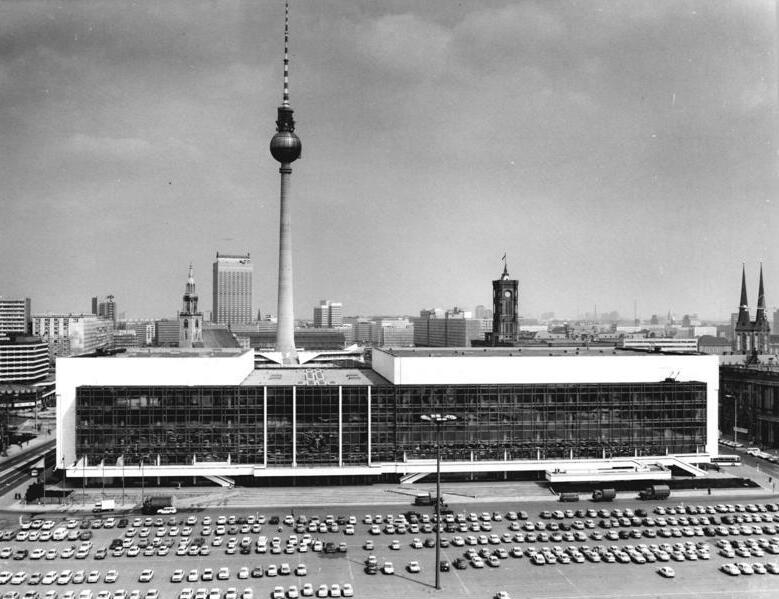
Marx-Engels-Platz z Pałacem Republiki w latach 70. XX wieku
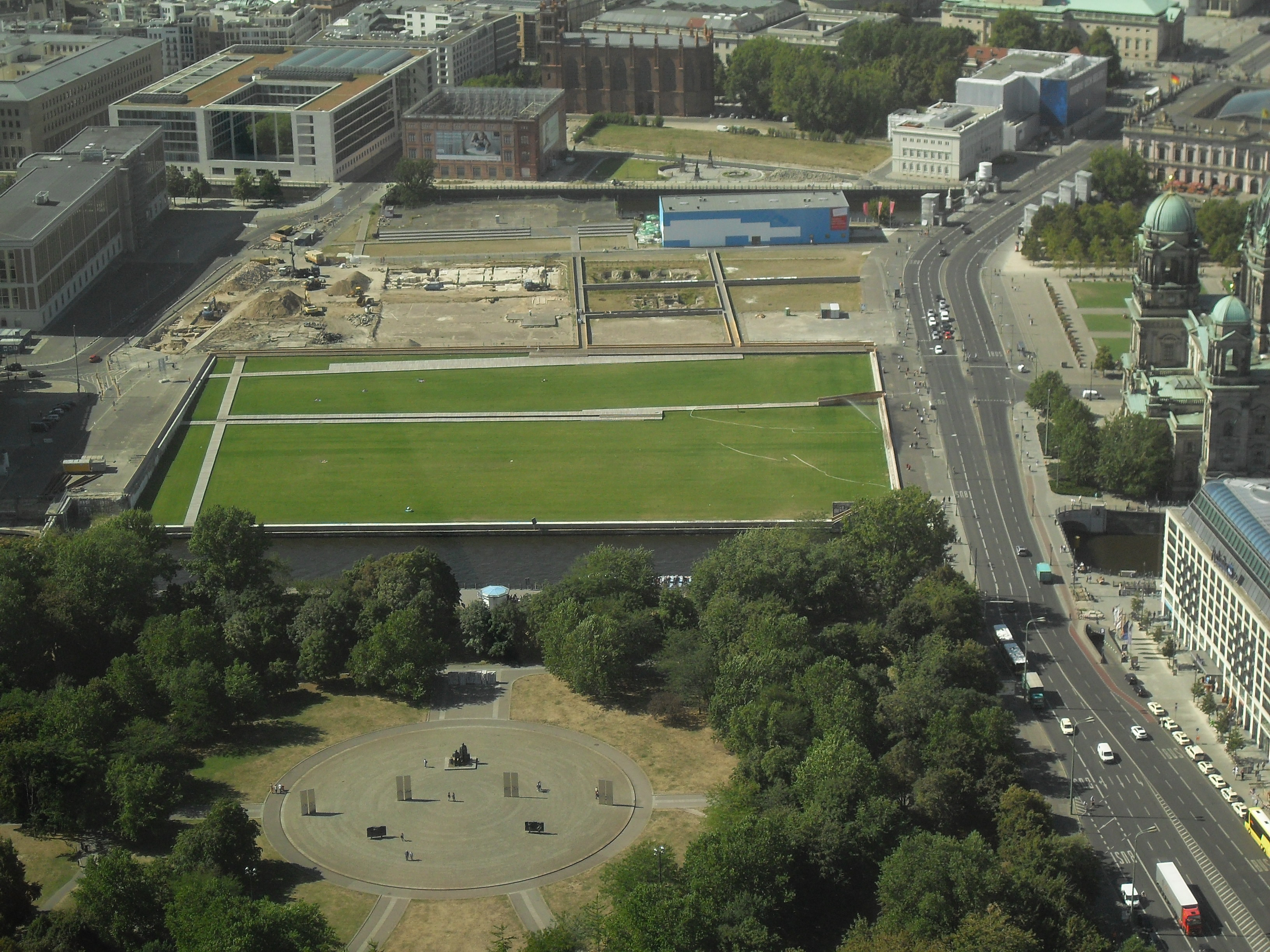
Schloßplatz po rozbiórce Pałacu Republiki
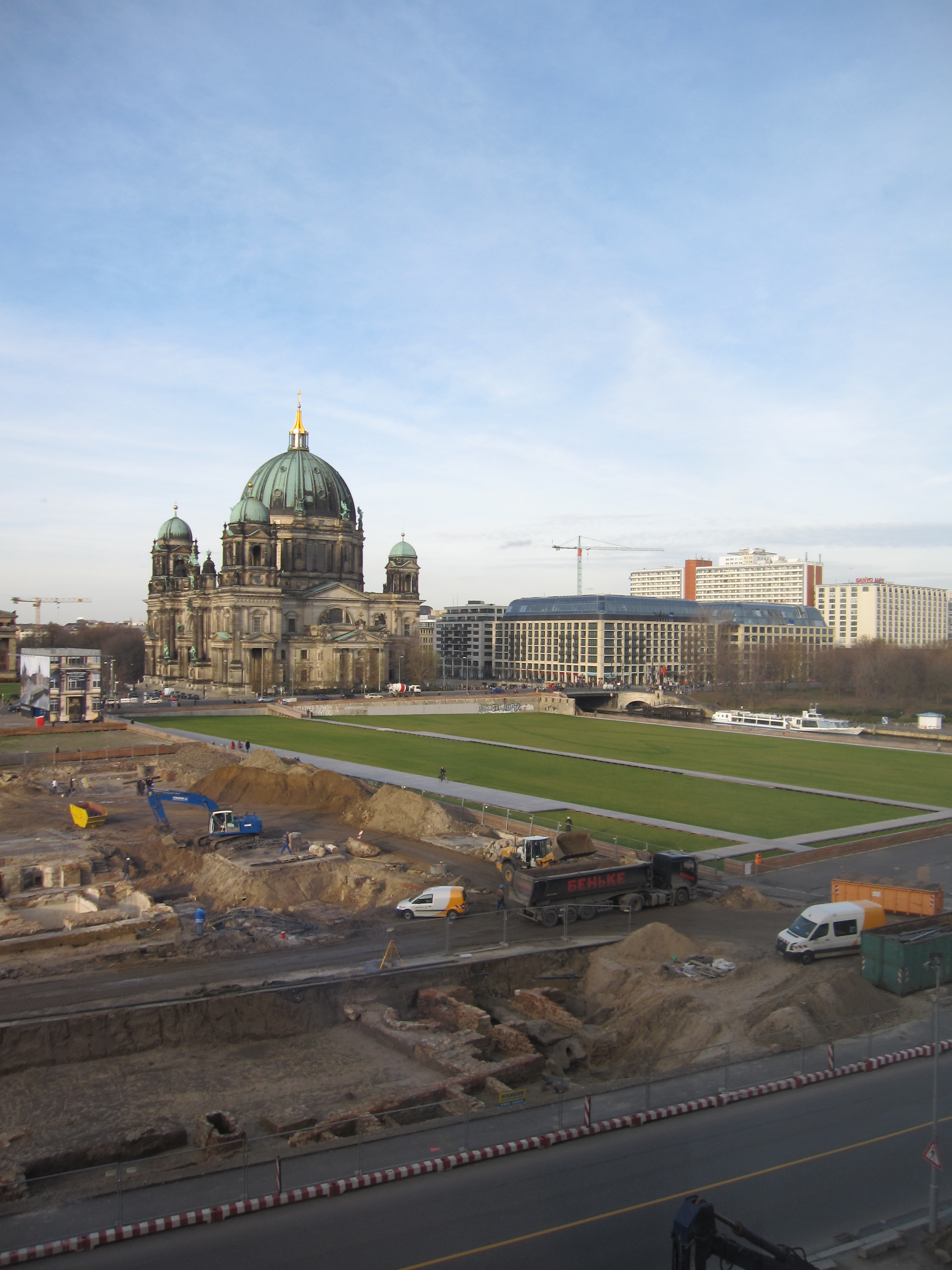
Schloßplatz po rozbiórce Pałacu Republiki
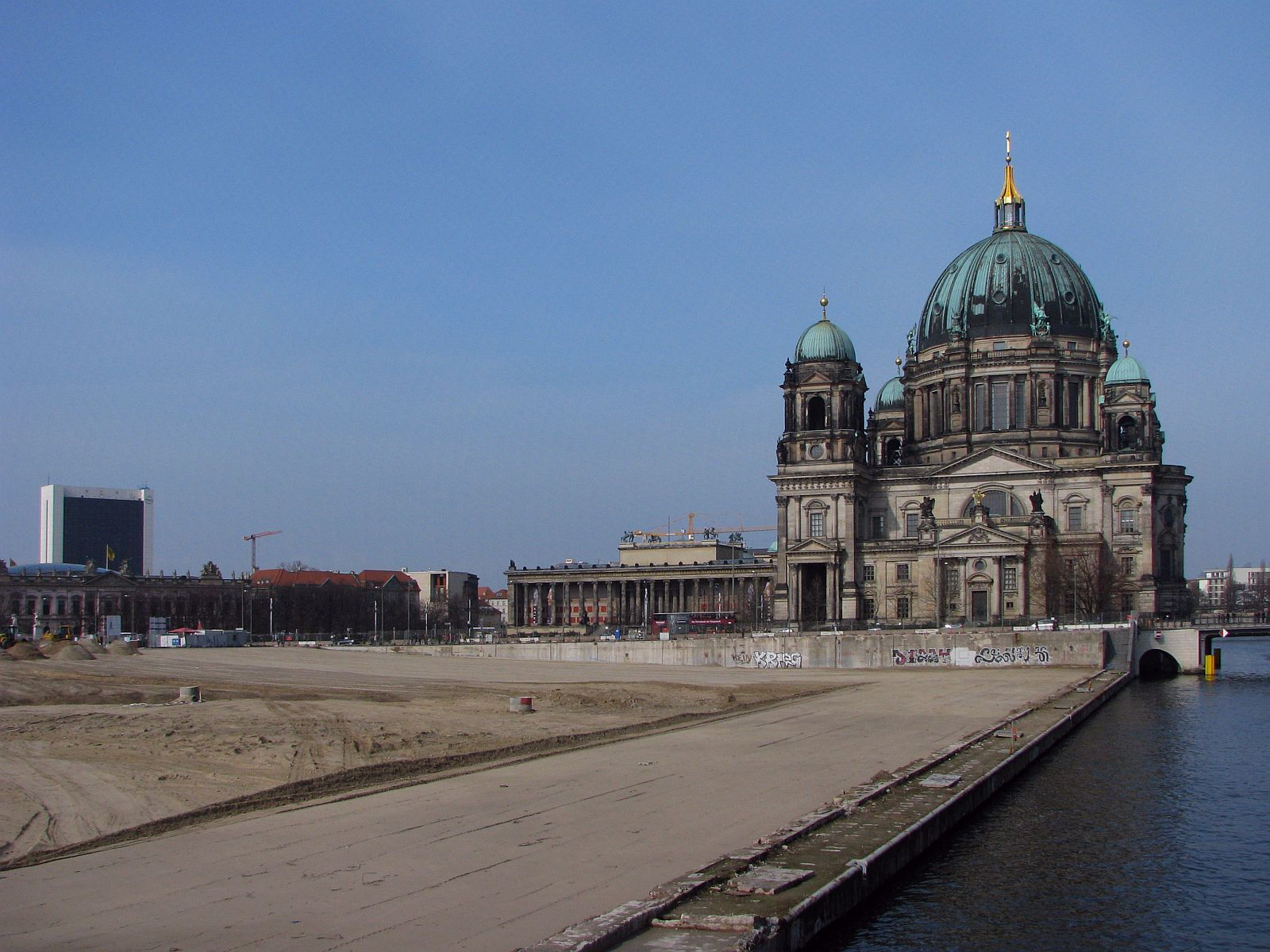
Schloßplatz i Katedra berlińska w 2009 roku
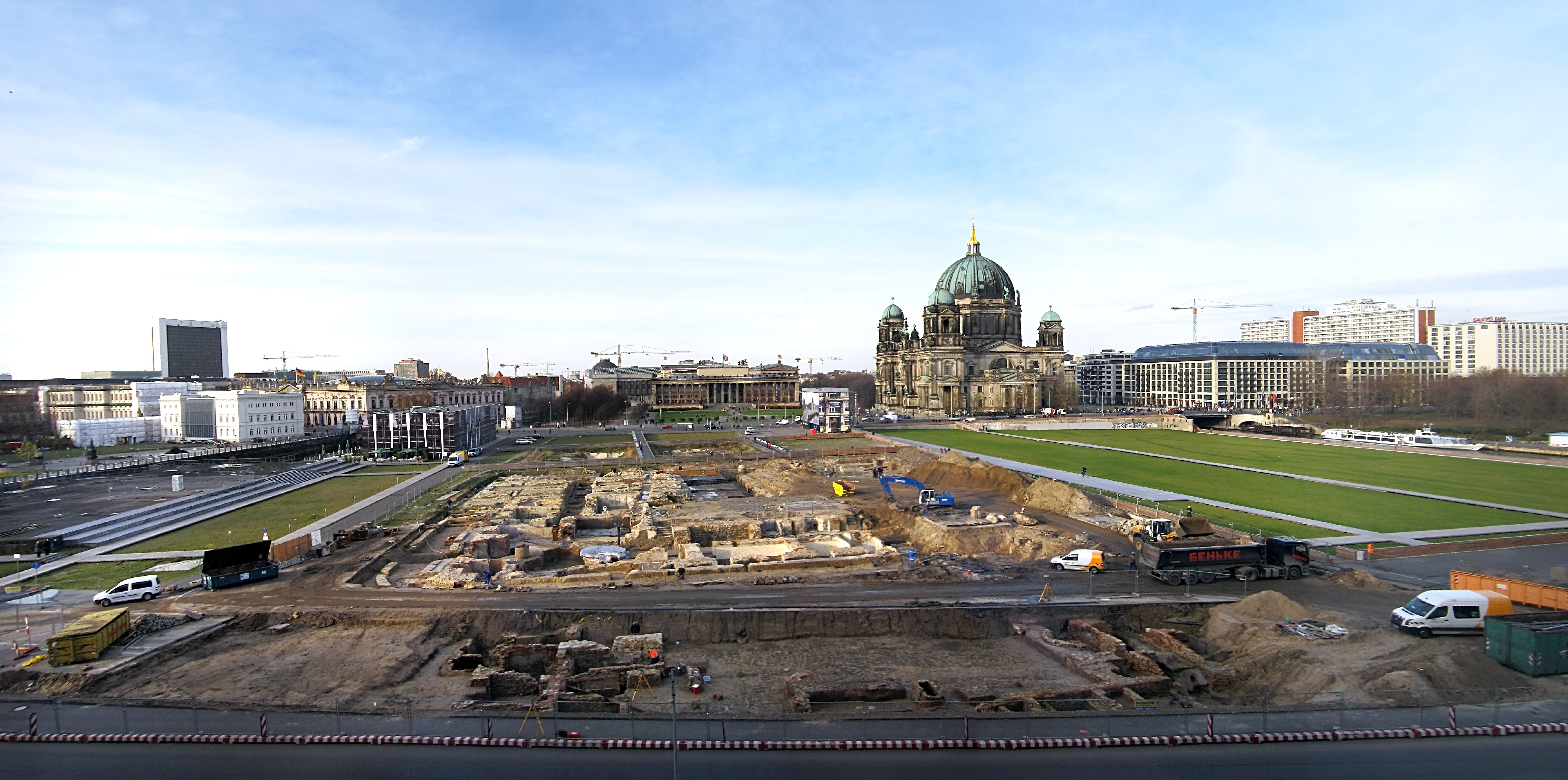
Prace archeologiczne przy piwnicach Zamku berlińskiego
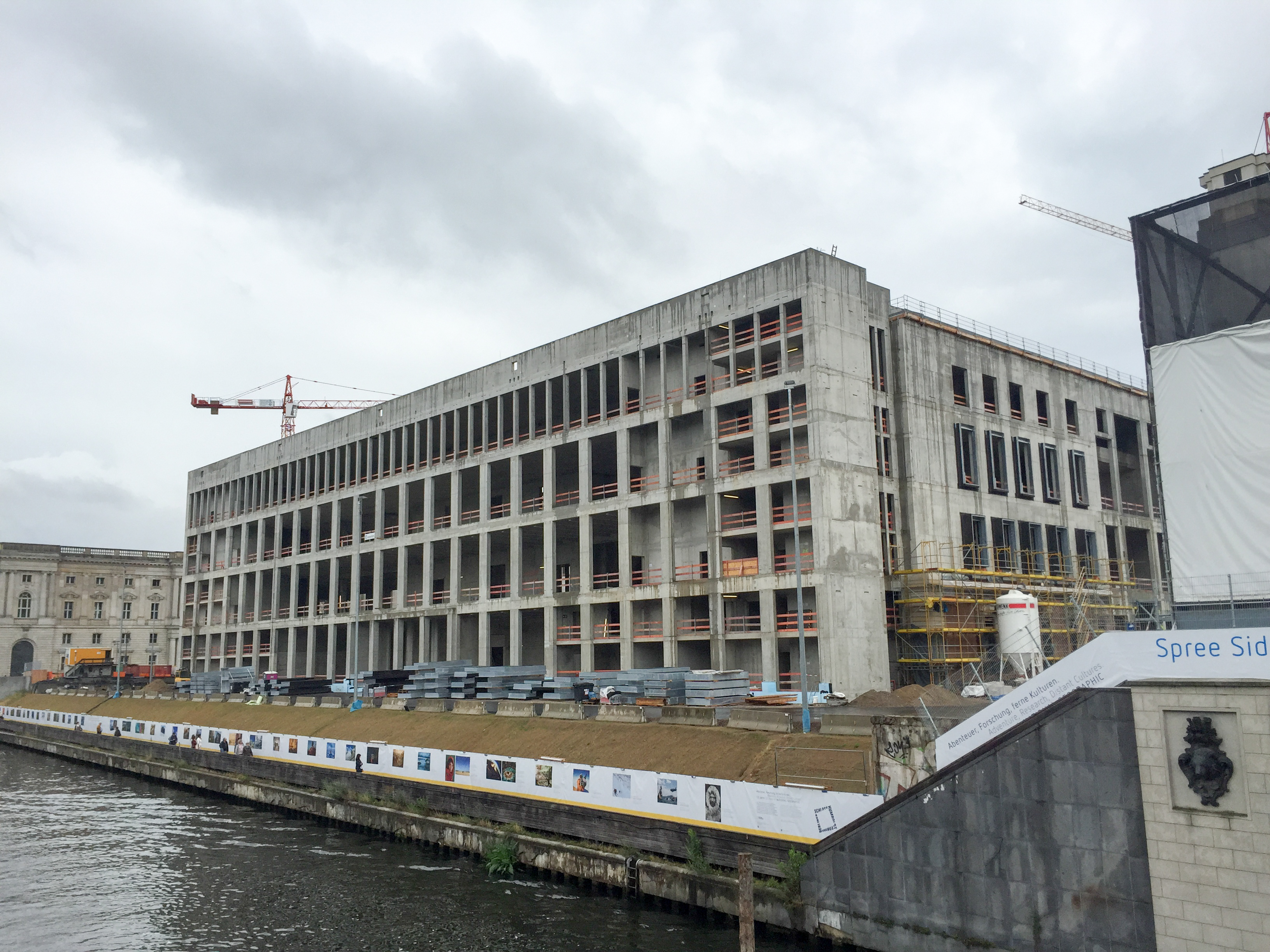
Odbudowa Zamku berlińskiego w 2015 roku
Plan zagospodarowania Schloßplatz